# 尼尼微鎮區 (密蘇里州亞代爾縣)
尼尼微鎮區（英語：Nineveh Township）是位於美國密蘇里州亞代爾縣的一個行政鎮區。

## 地方資料
尼尼微鎮區的面積為140.93平方千米，當中陸地面積為140.58平方千米，而水域面積為0.35平方千米。根據2020年美國人口普查的數據，當地共有人口1168人，而人口密度為每平方千米8.29人。